# Coriolano Garzadori
Coriolano Garzadori (o Garzadoro; Vicenza, 1543 – Vicenza, 26 marzo 1618) è stato un vescovo cattolico e diplomatico italiano.

## Biografia

### Origini e formazione
Nacque in una ricca famiglia della nobiltà vicentina, quarto dei cinque figli di Ottaviano e di Maddalena Scrofa.
Studiò a Parigi e a Bologna e, addottoratosi in teologia, si portò a Roma (1570 ca.) dove iniziò la carriera in Curia. 

### Vescovo di Ossero
Il 19 gennaio 1575, quando era ancora suddiacono, venne nominato vescovo della piccola diocesi di Ossero, nel Quarnaro. In passato si è ritenuto che il Garzadori non avesse mai vissuto nella sede per cui la sua attività pastorale, considerata irrilevante, venne ignorata. Ricerche più recenti hanno ridimensionato questo giudizio, mostrandolo assai impegnato nel recepimento delle normative del concilio di Trento.
Effettuò una visita già nel 1575-76, rendendosi promotore del restauro di numerose chiese, e nel 1579 partecipò a un concilio dei vescovi dalmati indetto da monsignor Agostino Valier. Sono inoltre documentati alcuni scontri con la comunità di Ossero attorno alla gestione dei beni ecclesiastici, ma vennero ricomposti dal governatore veneziano.
Negli anni 1580 tornò a Roma sperando di conseguire incarichi più prestigiosi. Gli eventi non corrisposero alle sue aspettative: papa Sisto V lo nominò solo cameriere segreto, ruolo poi confermatogli da papa Gregorio XIV. Maggiore fortuna quando, dopo l'elezione di Clemente VIII (1592), entrò nelle grazie di Minuccio Minucci, una delle più influenti personalità della segreteria di Stato e grande conoscitore della situazione politica tedesca. Fu proprio questi a convincere il cardinale Cinzio Passeri Aldobrandini (nipote del pontefice) a nominare il Garzadori nunzio straordinario a Colonia, al fianco del nunzio ordinario Ottavio Mirto Frangipani. Morto il card. Passeri Aldobrandini, passò alla corte del card. Pietro Aldobrandini. 

### Nunzio a Colonia
L'incarico aveva un peso non indifferente. In quegli anni l'arcidiocesi di Colonia era paralizzata dallo scontro tra il principe-arcivescovo Ernesto di Baviera, gli Stati provinciali e il capitolo della Cattedrale, in mano a membri dell'aristocrazia locale. Motivo principale delle lotte era l'amministrazione dell'arcidiocesi e la gestione dei pesantissimi debiti contratti nella guerra di qualche anno prima, quando l'arcivescovo Gebhard Truchsess aveva abbracciato il protestantesimo tentando di secolarizzare la sede.
Come se non bastasse, l'arcivescovo Ernesto, che era stato nominato con lo scopo di applicare le normative tridentine e ricondurre al Cattolicesimo la regione, si era rivelato un uomo di scarse capacità politiche e, soprattutto, conduceva uno stile di vita deprecabile che certamente favoriva l'espansione dei luterani: poco incline agli obblighi religiosi, manteneva varie concubine e addirittura conviveva con la nobile Gertrude von Plettemberg. La Santa Sede non aveva pensato di rimuoverlo, ma gli aveva proposto un ruolo di secondo piano lasciando l'amministrazione dell'arcidiocesi a un vescovo coadiutore; tuttavia il Frangipani aveva condotto un'opera di mediazione assai incerta ed era divenuto sospetto al capitolo che lo accusò - certamente a torto - di favorire Ernesto.
Garzadori doveva sostanzialmente persuadere Ernesto a nominare uno dei suoi nipoti coadiutore di Colonia e Liegi, lasciandogli in cambio il controllo diretto delle altre diocesi da lui possedute. Giunto a Colonia nel marzo 1594, condusse sin dall'inizio una politica drastica, nella convinzione che all'arcivescovo era stato lasciato fin troppo campo libero. Prese a visitare l'arcidiocesi senza comunicarlo al prelato, che lo accusò di usurpare la giurisdizione sua e dei suoi ufficiali. Anche la Santa Sede rimase perplessa di fronte a questo atteggiamento e invitò il Garzadori a un'azione più cauta.
La missione, per quanto estenuante, si concluse positivamente e nell'aprile 1595 Ernesto nominò coadiutore suo nipote Ferdinando di Baviera. Quest'ultimo assunse il pieno potere sull'arcidiocesi, tuttavia non ricevette le prerogative di principe-elettore, che rimanevano ad Ernesto. Anche per il capitolo fu un successo, ma esso preferì far firmare a Ferdinando una dichiarazione scritta con cui sottoscriveva di impegnarsi al risanamento finanziario della sede e a lasciare più ampi poteri ai canonici, in particolare in politica estera. Ne uscì soddisfatto pure il duca Guglielmo V di Baviera il quale, superati i conflitti, poté consolidare il potere della sua dinastia sull'arcidiocesi (che resse, attraverso i suoi cadetti, sino al 1761). E, non ultima, ne usciva avvantaggiata la stessa Curia perché aveva finalmente trovato in Ferdinando un interlocutore collaborativo e irreprensibile dal punto di vista religioso.
Le tensioni tuttavia riemersero tra il 1595 e il 1597 quando Ferdinando, rimasto peraltro privo di fondi, fu osteggiato sia dal capitolo, che chiedeva ulteriori poteri, sia da Ernesto, ancora poco propenso al passaggio dei poteri. Il Garzadori tornò quindi ad occuparsi della questione, ma fu ostacolato dal nunzio ordinario Frangipani che si vedeva sottrarre i propri poteri di nunzio. L'altro lo contrastò con decisioni clamorose: arrestò il suo segretario per concubinato e malversazione e vietò la stampa di un'opera del Frangipani, il Directorium ecclesiasticae disciplinae Coloniensi. Il conflitto fra i due si appianò solo quando, nel 1596, il Frangipani fu trasferito alla nunziatura di Bruxelles e il Garzadori assunse la carica di nunzio ordinario.
Nel 1597 si ebbe un ulteriore appianamento della situazione quando Ferdinando di Baviera venne confermato coadiutore. Inizialmente tra i due prelati vi fu una forte intesa anche se, di fatto, era il Garzadori a condurre la politica di Colonia, ispirando le più importanti riforme. Nel 1598 fu organizzato il primo sinodo di Ferdinando, con il quale si cominciarono a recepire le norme tridentine e tre anni dopo fu istituito un Consiglio ecclesiastico simile a quello già attivo in Baviera, di cui fu presidente proprio il nunzio. Le attività dell'assemblea furono intense e assai osteggiate, specialmente quando si occupò dell'ammissione dei chierici ai benefici, e per questo vi fu una pausa nelle sedute tra il 1603 e il 1604. Alla fine l'esperimento diede risultati solo parziali perché molti nodi attorno ai benefici e alla condotta morale del clero non erano ancora stati sciolti.
Verso il 1603-04 i rapporti con Ferdinando peggiorarono. Il coadiutore, forse influenzato dai suoi consiglieri, intendeva amministrare da sé l'arcidiocesi senza l'intromissione del nunzio. Anche il duca Massimiliano I di Baviera non stimava particolarmente il Garzadori, tanto che già nel 1600 aveva chiesto a Clemente VIII di sostituirlo con Minuccio Minucci. Se è vero che il rigido atteggiamento del prelato aveva contribuito a questa situazione, va detto d'altro canto che la casa di Baviera aveva da sempre mal sopportato la nunziatura di Colonia che indeboliva l'autorità del loro arcivescovo. Ma il pontefice aveva ancora profonda stima nel Garzadori e non lo spostò; non ebbero seguito le voci che nel 1604 parlarono di un suo trasferimento all'arcidiocesi di Zara.

### Gli ultimi anni
Dal conclave del 1605 uscì eletto il cardinale Camillo Borghese con il nome Paolo V, esponente della fazione ostile agli Aldobrandini. L'evento ebbe ripercussioni anche sul Garzadori che aveva basato la sua carriera ecclesiastica su Clemente VIII e i suoi familiari, ma fu protetto e mantenuto dal card. Pietro Aldobrandini fino al 1621, data della morte di questo. 
Dopo che i bavaresi denunciarono un calo degli introiti della Cancelleria arcivescovile, nel luglio 1606 venne richiamato a Roma dove giunse nel novembre successivo. Da questo momento si hanno poche e frammentarie informazioni sul suo conto. 
Verosimilmente, si sarebbe portato nella sua sede di Ossero, alla quale donò alcune reliquie provenienti da Colonia. Sappiamo però che nel 1612 era tornato a Roma poiché il cardinale Scipione Borghese gli aveva chiesto di scrivere un memoriale sulla politica da perseguire in Germania dopo la morte dell'imperatore Rodolfo II e di Ernesto di Baviera. Nel testo, il Garzadori consigliò di mantenere le strategie già adottate facendo perno su Ferdinando di Baviera, vero baluardo cattolico contro le penetrazioni protestanti. L'opera, certamente, non gli bastò a conquistare la fiducia del pontefice e negli anni seguenti le notizie tornano a confondersi. Un minimo di influenza doveva ancora esercitarla nel 1614, quando gli successe a Ossero il nipote Ottaviano; inoltre, manteneva degli ottimi rapporti con la patria di origine, la Serenissima, come dimostrano i dispacci degli ambasciatori veneziano a Roma.
Sembra che in tarda età si fosse ritirato nella sua Vicenza, dove morì.